# Tropidophorus latiscutatus
Tropidophorus latiscutatus — вид сцинкоподібних ящірок родини сцинкових (Scincidae). Ендемік Таїланду.

## Поширення і екологія
Tropidophorus latiscutatus мешкають на північному сході Таїланду, в заповідниках Пху Вуа і Пху Лангка в провінції Нонгкхай. Вони живуть в сухих діптерокарпових лісах та в сухих рідколіссях, в тріщинах серед пісковикових скель, поблизу боліт, на висоті 200 м над рівнем моря.